# Ржевский, Павел Алексеевич
Павел Алексеевич Ржевский (1784, Рязанская губерния — 1852, Москва) — русский военный и чиновник, участник Отечественной войны 1812 года.

## Биография
Происходил из дворянского рода Ржевских, сын Алексея Андреевича Ржевского и Глафиры Ивановны Алымовой. Родился в 1784 году.
В 1798 году поступил на службу в Коллегию иностранных дел.
В 1802 году поступил на военную службу поручиком в Лейб-гвардии Семёновском полку, в 1803 году получил назначение адъютантом к генерал-майору Депрерадовичу 1-му.
В 1805 году участвовал в сражении при Аустерлице; 29 марта 1806 года был произведён в штабс-капитаны.
В 1807 году участвовал в сражении при Фридланде, получил ранение пулей в руку и картечью в грудь.
17 августа 1808 года произведён в капитаны, был переведен в Лейб-гвардии Гусарский полк с переименованием в ротмистры.
В 1809 году вышел в отставку.

### Отечественная война 1812 года
В 1812 году подал прошение о принятии его вновь на службу, 20 июля был принят с чином майора по кавалерии,
Участник Бородинского сражения.
Затем поступил в команду генерала Коновницына и находился в сражениях: 22 сентября под Тарутиным, 6 октября — при реке Чернышке и 12 октября—под Малым-Ярославцем (где был ранен пулей в правую руку).
15 октября 1812 года был награждён чином подполковника за отличие в делах против неприятеля.
20 октября 1812 года переведён в отряд генерал-адъютанта графа Ожаровского и с ним участвовал в делах: 28 числа — под Черновым, 2 ноября — при атаке г. Красного, где, командуя казачьим полком, первый вскочил в город; 4 ноября — в дер. Куткине, 5 — при взятии г. Красного.
10 ноября 1812 года при деревне Яковлевичи, был отряжен с казачьим полком и 2 эскадронами гусар и взял в плен кавалерийский отряд, состоявший из 250 человек, двух штаб-офицеров и трёх обер-офицеров за что 31 декабря 1812 г. был пожалован орденом св. Анны 2-й степени.
В 1813—1814 годах — участник Заграничного похода Русской армии.
12 августа 1813 года поступил в распоряжение генерала от кавалерии графа Витгенштейна и с ним находился 13—16 августа при атаке города Дрездена, за что награждён, 16 августа, орденами: св. Анны 2-й степени с бриллиантовыми украшениями и прусским орденом «Пур ле мерит».
3 сентября 1813 года участвовал в сражении под м. Голендорфом, в Богемии; 5 — под Кульмом; 4 — при м. Вахау, Леберти и Волквице; 6 — при дер. Гульцгаузен ; 7 — при взятии Лейпцига, 12 — под м. Буттенштетом; в 1814 г. во Франции: 31 января — при г. Ножан-сюр-Сен; 15 февраля — при г. Бар-Сюр-Об, 20 — при м. Лабрессень; 21 — при взятии гор. Труа; 9 марта — при взятии г. Аренс; 13 при Фер-Шампенуазе; 17 — при Ганди.

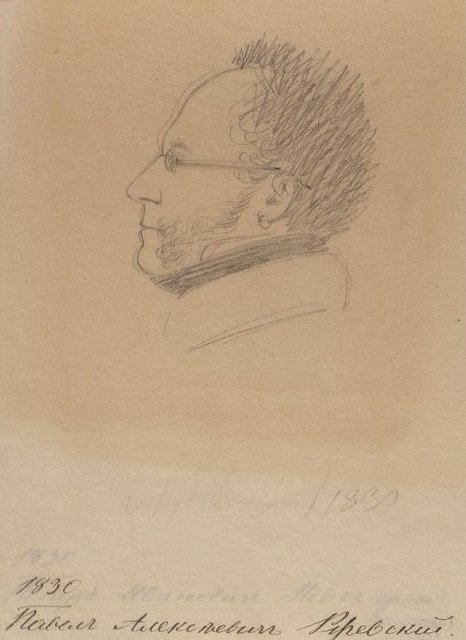
Предполагаемый портрет Павла Алексеевича Ржевского 1830 г. Идентификация затруднена из-за неясного написания фамилии под портретом

18 и 19 сентября 1813 года участвовал в сражении при взятии Парижа.
За отличия в делах против неприятеля награждён: за дела 4—7 октября — чином полковника; за сражения в феврале 1814 года — золотой саблей с надписью «За храбрость» и военным орденом великого герцогства Баденского «Карла Фридриха», а за участие в мартовских делах — орденом св. Владимира 3-й степени.

### После войны
В 1817 году — командир Нижегородского пехотного полка.
11 октября 1817 года уволен от военной службы, согласно прошению, за болезнью и ранами, с правом ношения военного мундира.
На протяжении девяти лет не состоял на службе.
В 1826 году — камергер, определён в ведомство Экспедиции Кремлёвского строения и 10 ноября 1827 года переименован из полковников в коллежские советники.
С 1831 года — чиновник особых поручений при Комиссии для строения в Москве, с 1834 года — статский советник.
С 1840 года — чиновник особых поручений в канцелярии Московского военного генерал-губернатора.
В дальнейшем был назначен членом Попечительного Совета заведений общественного призрения в Москве, попечителем уездных богоугодных заведений Московской губернии, произведён в чин действительного статского советника.
Умер в Москве 30 января (11 февраля) 1852 года, погребён на Ваганьковском кладбище; могила утрачена.

## Награды
- Орден Св. Анны 3-й степени (1805, за отличие в сражении при Аустерлице).
- Орден Св. Владимира 4-й степени с бантом (20 мая 1808, за отличие в бою при Фридланде).
- Чин подполковника (1812, за отличие в делах против неприятеля).
- Орден Св. Анны 2-й степени (31 декабря 1812, за дело при деревне Яковлевичи).
- Орден Св. Владимира 3-й степени (1814).
- Орден Св. Анны 1-й степени с бриллиантами.[уточнить]
- Золотое оружие с надписью «За храбрость» (1814).

### Иностранные
- Прусский орден «Pour le Mérite».
- Баденский орден «Карла Фридриха» (1814).